# Dschazirat Lima
Dschazirat Lima (arabisch جزيرة ليماء, DMG Ǧazīrat Līmāʾ, englisch Lima Rock) ist eine kleine, zum Oman gehörige Insel, die vor der Ostküste der Musandam-Halbinsel liegt. Sie ist der Landspitze Ras Lima 640 Meter ostsüdöstlich vorgelagert im Golf von Oman. Sie ist 540 Meter lang von Ost nach West und maximal 140 Meter breit.
Sie erreicht eine Höhe von 86,9 Meter.
Ihre Flächenausdehnung beläuft sich auf gut drei Hektar.
Nach der IHO-Abgrenzung zwischen dem Golf von Oman und dem Persischen Golf, die zwischen Ras Limah (25° 56′ 44″ N, 56° 27′ 21″ O) und dem 86 km östlich gelegenen Ras al-Kuh (25° 47′ 52″ N, 57° 17′ 52″ O) an der Küste des Iran verläuft, liegt die Insel unmittelbar südlich dieser Grenzlinie, fällt also in den Golf von Oman (äußerster Nordwesten).
Die Insel ist aus Kalkstein, mit steil abfallenden Klippen.
Administrativ gehört die Insel zum Wilāyāt al-Chasab im Gouvernement Musandam.